# Olga Leonidowna Timofejewa

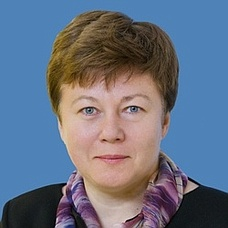
Olga Timofejewa (2014)

Olga Leonidowna Timofejewa (russisch Ольга Леонидовна Тимофеева, ukrainisch Ольга Леонідівна Тимофєєва Olha Leonidiwna Tymofjejewa; * 28. April 1967 in Gorki, Russische SFSR) ist eine russische Politikerin. Von 2014 bis 2019 war sie Abgeordnete im Föderationsrat.

## Leben
Timofejewa schloss 1990 ihr Studium am Institut für Instrumentenbau in Sewastopol als Ingenieurin für Informationssysteme ab. Anschließend war sie dort von August 1990 bis Oktober 2014 als Ingenieurin, Assistentin und Dozentin an der Fakultät für Informationssysteme tätig.

## Politik
Von 2006 bis 2010 war Timofejewa Abgeordnete im Rajon Lenin in Sewastopol.
Im April 2014 wurde sie Mitglied von Einiges Russland. Auf der Liste von Einiges Russland wurde sie bei der Wahl am 14. September 2014 zur Abgeordneten der Legislativversammlung der Stadt Sewastopol gewählt. Ihr Mandat hatte sie nur vom 15. September bis zum 20. Oktober inne, da sie ab dem 21. Oktober 2014 Abgeordnete des Föderationsrats für die Legislative von Sewastopol war. Ihre Amtszeit endete im September 2019.
Am 13. Juni 2019 verließ sie Einiges Russland. Bei der Wahl der Legislativversammlung 2019 wurde sie von der Partei Rodina als Kandidatin aufgestellt, die Partei wurde jedoch nicht zur Wahl zugelassen.
Von Oktober 2019 bis November 2020 war sie stellvertretende Gouverneurin von Sewastopol. Sie war zuständig für Bildung, Kultur, Jugend und Sport.
Sie steht auf einer Sanktionsliste der Ukraine.